# Byssoporia terrestris
Byssoporia terrestris — вид базидіомікотових грибів родини альбатрелові (Albatrellaceae). 

## Класифікація
Вид описаний у 1815 році як Boletus terrestris. 1978 року вид виокремлений у монотиповий рід Byssoporia.. Традиційно відносився до родини Atheliaceae, проте молекулярний аналіз 2013 року показав, що вид є представником родини альбатрелових.

## Поширення
Вид поширений майже по всьому світу. В Європі трапляється на північ до арктичного кліматичного поясу і на південь до Італії. Утворює мікоризу із різними хвойними деревами (ялицею, ялиною, сосною та ялівцем), а також із листяними деревами (каштан, тополя та дуб). Плодоносні тіла ростуть у підстилці на землі або на дуже зігнилих деревах.